# Reineta Blanca de Canadá
Reineta Blanca de Canadá es el nombre de una variedad cultivar de manzano (Malus domestica). Esta manzana está cultivada en la colección de la Estación Experimental Aula Dei (Zaragoza) con nº de accesión "308", "3111", y "3194". Esta manzana es originaria de Francia sin embargo está muy cultivada en el Principado de Asturias, donde ha desplazado del cultivo comercial a las variedades autóctonas de mesa.

## Sinónimos
- "Manzana Reineta Blanca de Canadá",[3][5][6]
- "Reineta Blanca del Canadá",
- "Reineta Blanca",
- "Raneta Blanca",
- "Reinette Blanche du Canada",
- "Manzana Tabardilla",
- "Francesa".

## Historia
La variedad 'Reineta Blanca de Canadá' tiene un origen antiquísimo, probablemente francés. Descrita en Francia desde el año 1821, aunque tiene el epíteto de Canadá.
'Reineta Blanca de Canadá' es una variedad muy cultivada en el Principado de Asturias. El cultivo del manzano de mesa en Asturias en superficies importantes se remonta a principios del siglo XX. Las plantaciones originales se realizaron con variedades indígenas ('Amandi', 'Carapanón', 'Chata Blanca', 'Reineta Caravia', 'Reineta Encarnada de Asturias' y otras), posteriormente se dio paso a otras variedades extranjeras como la 'Reineta de Canadá' que es la más cultivada actualmente en 2020.

## Características

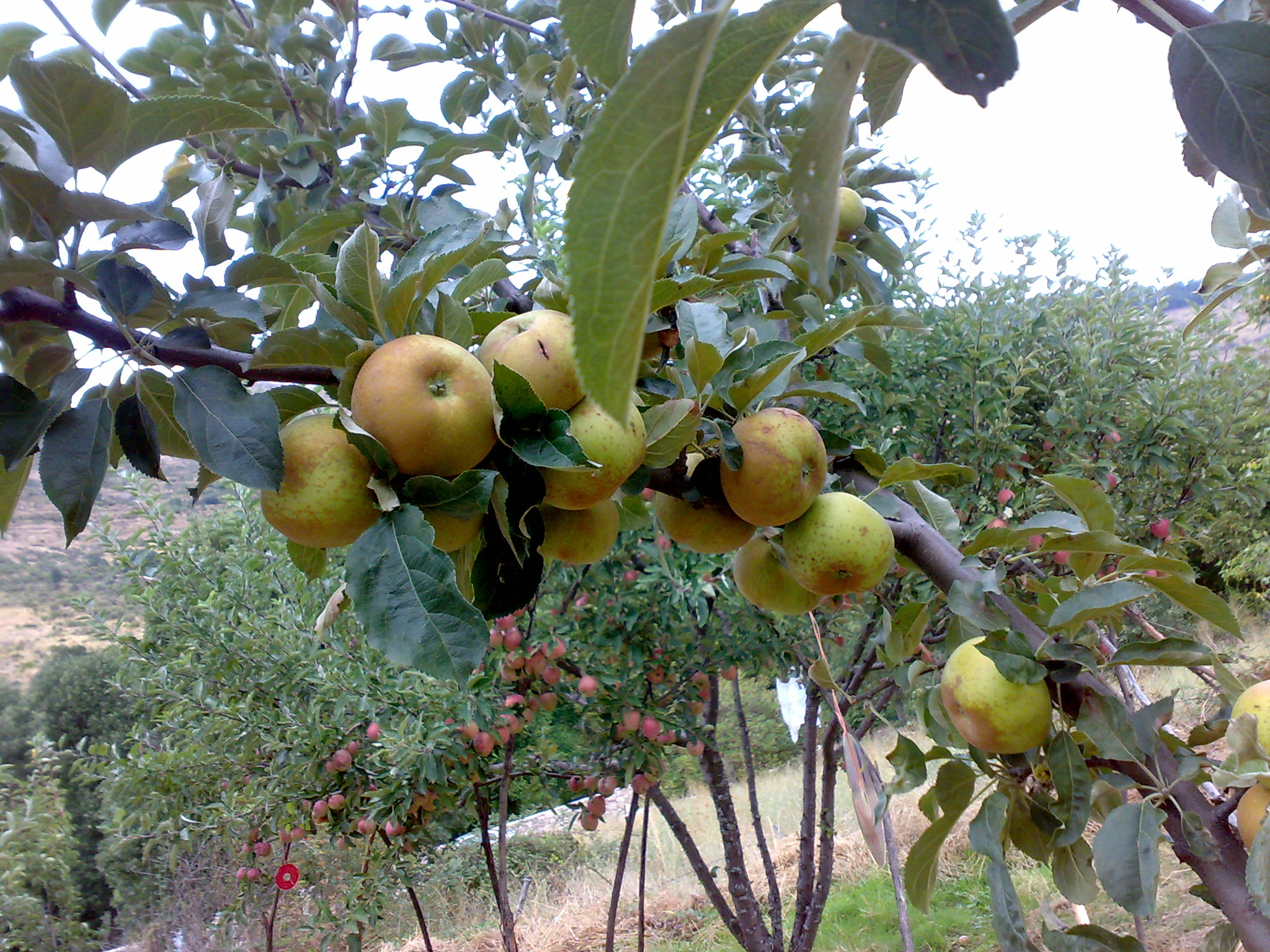
Manzana de 'Reineta Blanca', en el árbol

El manzano de la variedad 'Reineta Blanca de Canadá' tiene un vigor fuerte a muy fuerte; porte semi erecto; inicio de la floración es precoz, y la duración de la floración es larga, bastante sensible a heladas primaverales; tubo del cáliz variado, en embudo triangular o cónico alargado, y con los estambres insertos insertos por debajo de su mitad. Entrada en producción lenta. Producción lenta y poco constante, siendo una variedad "vecera" (contrañada).
La variedad de manzana 'Reineta Blanca de Canadá' tiene un fruto de tamaño grande a mediano; forma tronco cónica y globosa, ventruda en la base y aplastada, y con contorno irregular, oblongo, con tendencia a la forma pentagonal redondeada; piel mate; con color de fondo amarillo limón o verdoso, siendo el color del sobre color rojo oscuro-cobrizo, importancia del sobre color débil, siendo su reparto en chapa, con chapa ausente o ligeramente iniciada en la zona de insolación de un rojo oscuro o cobrizo, acusa punteado abundante, vistoso, ruginoso, entremezclado con rayas enmarañadas o en forma triangular dando al fruto un aspecto casi rudo, y una sensibilidad al "russeting" (pardeamiento áspero superficial que presentan algunas variedades) débil; pedúnculo corto, leñoso y de grosor medio a notable, anchura de la cavidad peduncular es ancha, profundidad de la cavidad pedúncular es profunda, con chapa ruginosa que rebasa los bordes en forma estrellada, y con importancia del "russeting" en cavidad peduncular fuerte; anchura de la cavidad calicina relativamente amplia, profundidad de la cav. calicina es profunda, bordes ondulados, y con importancia del "russeting" en cavidad calicina débil; ojo relativamente grande, cerrado, abierto o entreabierto; sépalos cortos, triangulares, carnosos y tomentosos en su base con las puntas secas que se parten dejando el ojo abierto.
Carne de color blanco amarillento; textura ligeramente crujiente, jugosa; sabor característico de la variedad, dulce y al mismo tiempo, agradable; corazón mediano, bulbiforme. Eje hueco con fibras lanosas. Celdas de variado tamaño, redondeadas, cartilaginosas y con rayas lanosas. Semillas de mediano grosor, aparece alguna abortada.
La manzana 'Reineta Blanca de Canadá' tiene una época de maduración y recolección tardía, es una variedad que madura en octubre. Puede volverse harinosa si se recoge demasiado tarde. Buena calidad gustativa con pulpa firme, agridulce y aromática. Tiene uso mixto pues se usa como manzana de mesa fresca, y para repostería.

## Susceptibilidades
Esta variedad, tiene muy extendido su cultivo en Asturias, pues no presenta sensibilidad a enfermedades como moteado y chancro del manzano, que si lo presentan la mayoría de las variedades autóctonas presentes en Asturias. Sin embargo es sensible a la araña roja, y también propensa de los frutos a caer antes de la recolección.
Bastante sensible a heladas primaverales, sus polinizadores, 'Golden', 'Granny Smith', Manzano perpetu® 'Evereste'.